# بيدك (أبادة)
بيدك (بالفارسية: بیدک) هي قرية تقع في إيران في الناحية المركزية، قسم بيدك الريفي (مقاطعة آبادة). يبلغ عدد سكانها حسب إحصاء عام 2006 ميلادية 2,479 نسمة في 598 عائلة.